# تشانغ ميون
هذا اسم كوري، اسم العائلة هو تشانغ والاسم الأول هو ميون
تشانغ ميون (هانجول: 장면 هانجا: 勉 勉؛ ولد 28 أغسطس 1899 – توفي 4 يونيو 1966) هو رجل دولة ومعلم ودبلوماسي وصحفي وناشط اجتماعي كوري جنوبي بالإضافة إلى كونه ناشط شبابي كاثوليكي. وكان رئيس وزراء في الجمهورية الكورية الجنوبية الثانية وآخر من تولى منصب نائب الرئيس في تاريخ البلاد. كان اسمه الكوري عند البلوغ أونسيوك (운석، 雲石). كان اسمه الإنجليزي جون تشانغ ميون (اسم المعمودية، اللقب، الاسم).
عمل تشانغ تحت الحكم الياباني كمدرس. قام بالتدريس في كلية يونجسان اللاهوتية للشباب الكاثوليكي من 1919-1921، وعلم بين عامي 1931-1936 في ثانوية دونغسونغ الثانوية التجارية. ثم كان بين عامي 1937 - 1944 مديرا لروضة هيواوا التابعة لكنيسة هيوا-دونغ الكاثوليكية. ثم عمل كمدير لثانوية دونغسونغ الثانوية التجارية بين عامي 1936 - 1945.
في عام 1948، قاد وفد جمهورية كوريا إلى الجمعية العامة للأمم المتحدة. وفي عام 1949، أصبح أول سفير لجمهورية كوريا لدى الولايات المتحدة. في عام 1950، نجح بمناشدة الولايات المتحدة والأمم المتحدة لإرسال قوات للمساعدة في الحرب الكورية. تم تعيينه رئيس الوزراء الثاني لجمهورية كوريا الأولى في 23 نوفمبر 1950. ثم شغل منصب النائب الرابع لرئيس جمهورية كوريا الأولى من 1956 إلى 1960.
تمت الإطاحة بحكومة إي سنغ مان من قبل الانتفاضة المؤيدة للديمقراطية التي قادها الطلاب في 19 أبريل، وتم انتخابه رئيسًا لوزراء الجمهورية الثانية في عام 1960، وألغى منصب نائب الرئيس يعد استقالته. أصبح رئيس الحكومة بعد أن تبنت البلاد ديمقراطية تمثيلية رداً على طغيان ري. انتهت حكومة تشانغ ميون عندما قاد باك تشونغ هي انقلابا عسكريا في 16 مايو 1961، والذي مثل نهاية الجمهورية الثانية وتجربة الأمة القصيرة في حكومة الوزارات.

## روابط خارجية
- تشانغ ميون على موقع الموسوعة البريطانية (الإنجليزية)
- تشانغ ميون على موقع مونزينجر (الألمانية)